# Медичний канабіс

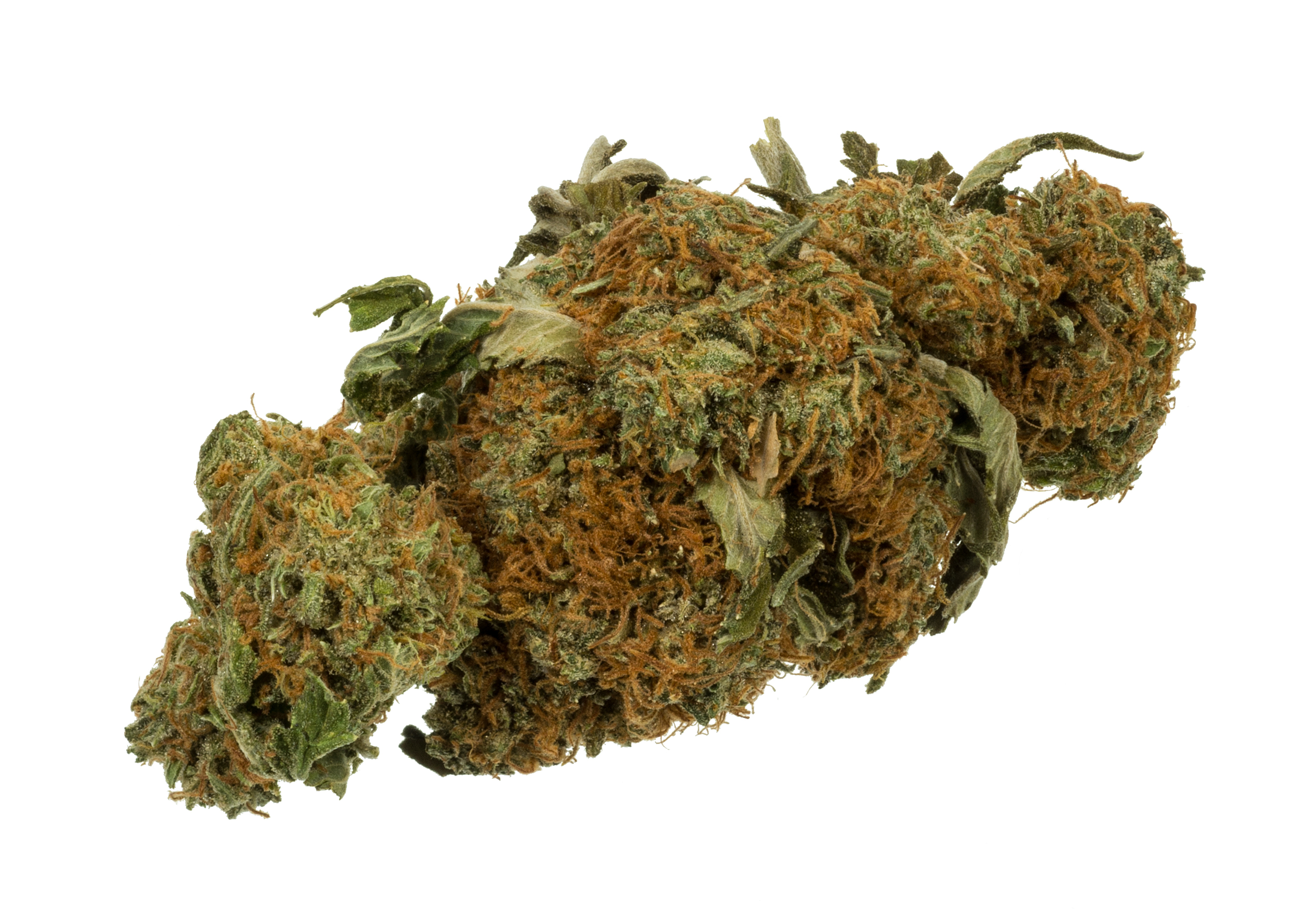
Висушений бутон канабісу

Медичний канабіс або лікарські коноплі — рослинна сировина конопель звичайних (Cannabis sativa), яка містить канабіноїди та здатна впливати на фізіологію людини, показуючи певний потенціал у терапії та профілактиці деяких хвороб та патологічних станів. Використання конопель як ліків не було ретельно перевірено через виробничі та урядові обмеження, що призвело до обмежених клінічних досліджень для визначення безпеки та ефективності використання його для лікування захворювань.
Ендоканабіноїдна система наявна в центральній і периферичній нервових системах хребетних. Вона складається з ендоканабіноїдів, які є природними нейромедіаторами на основі ліпідів, їх відповідних рецепторів (CB1 і CB2) і ферментів, відповідальних за синтез і деградацію (розщеплення) ендоканабіноїдів. Рослинні канабіноїди (фітоканабіноїди) імітують активність натуральних канабіноїдів (ендоканабіноїдів), проявляючи широкий спектр фізіологічних ефектів.
Медичний канабіс, також відомий як медична марихуана, відноситься до використання рослини Cannabis sativa та її різних компонентів, зокрема канабіноїдів, таких як дельта-9-тетрагідроканабінол (ТГК) і каннабідіол (КБД), у терапевтичних цілях. Коноплі мають довгу історію використання в медицині, що нараховує тисячі років, є докази їхнього використання в стародавньому Єгипті, Китаї, Греції та Індії. У наш час медичне застосування конопель стало предметом значного наукового та суспільного інтересу, де зростає кількість досліджень, які вивчають їхні потенційні переваги та ризики.
Тим не менш, у світовому науковому співтоваристві досі точаться значні суперечки щодо цієї теми. Зокрема, ця суперечка стосується: видів рослин, які будуть використовуватися; патологій, які можна ним лікувати, і, як наслідок, ефективність і безпека використання; шляхи введення; способи приготування; тип і дозування канабіноїдів, які будуть використовуватися; активність молекул. Таким чином, хоча станом на 2023 рік лікарські коноплі історично використовувалися і використовуються в деяких країнах, потрібні подальші дослідження, щоб вирішити поточні суперечки. Так щодо неінгаляційного канабісу або канабіноїдів, огляд 2021 року показав, що канабіс мало полегшує хронічний біль і порушення сну та спричинює кілька тимчасових побічних ефектів, таких як когнітивні порушення, нудота та сонливість
Лікарські коноплі курять, зокрема за допомогою вапорайзерів та бонгів, вживають у рідких чи таблетованих екстрактах або оральних спреях.
Рекреаційне використання конопель на початок 2023 року заборонено в більшості країн, зокрема й в Україні.
Термін «медичний канабіс» виник у процесі боротьби з урядами багатьох країн під англомовним гаслом «legalize» за легалізацію конопель, де він уже частково чи повністю легалізований.

## Історія
Коноплі здавна вживалися в медицині. Так, в стародавньому Єгипті папірус Еберса, який датований 16 ст. до н. е., описує застосування конопель зовнішньо при запаленнях.
Китайська фармакопедія «Травник Шень-Нуна», яка датована III ст. до н. е., рекомендувала вживання конопель від втоми, ревматизму та малярії, а насіння канабісу — від екземи, псоріазу і запалень (авторство цієї праці згідно з традицією приписують міфічному китайському правителю Шень-нуну, який нібито жив за 27 століть до нашої ери).
Коноплі також відігравали помітну роль у традиційній індійській системі аюрведичної медицини для зменшення болю, нудоти та тривоги, покращення апетиту та сну, розслаблення м'язів та покращення самопочуття.
У Римській імперії про медичне використання конопель згадували Пліній Старший, Діоскорид і Гален. «Природнича історія» Плінія Старшого, найстаріша енциклопедія греко-римського світу, що збереглася, є вичерпною компіляцією знань, доступних на той час, описує медичне використання конопель, зокрема, болезаспокійливі та протизапальні властивості. Грецький лікар Діоскорид також підтвердив у своїй фармакопеї «De Materia Medica», що аплікації з відвареного кореня конопель можуть зменшити запалення. Давньогрецький та, згодом, давньоримський лікар Клавдій Гален писав, що в Італії було прийнято подавати на десерт невеликі тістечка з коноплями.
У XIX столітті та на початку XX лікарі Сполучених Штатів і Європи зазвичай призначали лікарські коноплі для різних захворювань, з цілями знеболення та седації.
У 1842 році ірландський лікар Вільям О'Шонессі, який вивчав канабіс під час роботи у Бенгалії, привіз його з собою до Великої Британії, породивши нову хвилю інтересу до рослини. Він, зокрема, задокументував, що канабіс може послаблювати деякі прояви холери, зокрема блювання. До кінця XIX століття канабіс набув поширення у європейських і американських аптеках та лікарнях, і використовувався проти болю у животі, мігрені, запалень, безсоння тощо.

Графік співвідношення активної/летальної дози (вісь y) та потенціалу виникнення залежності від психоактивних препаратів (вісь x)

Попри медичне використання канабісу, громадська думка у США щодо нього різко погіршилася у 1910—1937 роках. Це було частково спричинено потоком іммігрантів із Мексики після початку Мексиканської революції 1910 року. Стереотипи і ксенофобія щодо селян-мексиканців перекинулася і на їхній улюблений спосіб інтоксикації — куріння марихуани. Відтак, між 1916 і 1931 роками марихуану заборонили 29 американських штатів. У 1937 році, внаслідок ненаукової кампанії, у США було прийнято федеральний «Закон про податок на марихуану», який мав на меті припинити використання канабісу як наркотику. Проти цього рішення виступала Американська медична асоціація.
Однак широке використання канабісу в рекреаційних цілях і занепокоєння щодо потенційних ризиків для здоров'я призвели до його заборони в багатьох країнах протягом XX століття. В останні десятиліття відродився інтерес до терапевтичного потенціалу канабісу, коли численні країни та штати легалізували його медичне використання, а також зростала кількість наукових досліджень, проведених для вивчення його безпеки та ефективності.
Ведеться активне дослідження канабісу та канабіноїдів у стимуляції нейрогенезу та розробці ліків, спрямованих на лікування деменції та хвороби Альцгеймера.

## Термінологія та класифікація

### Канабіс і канабіноїди

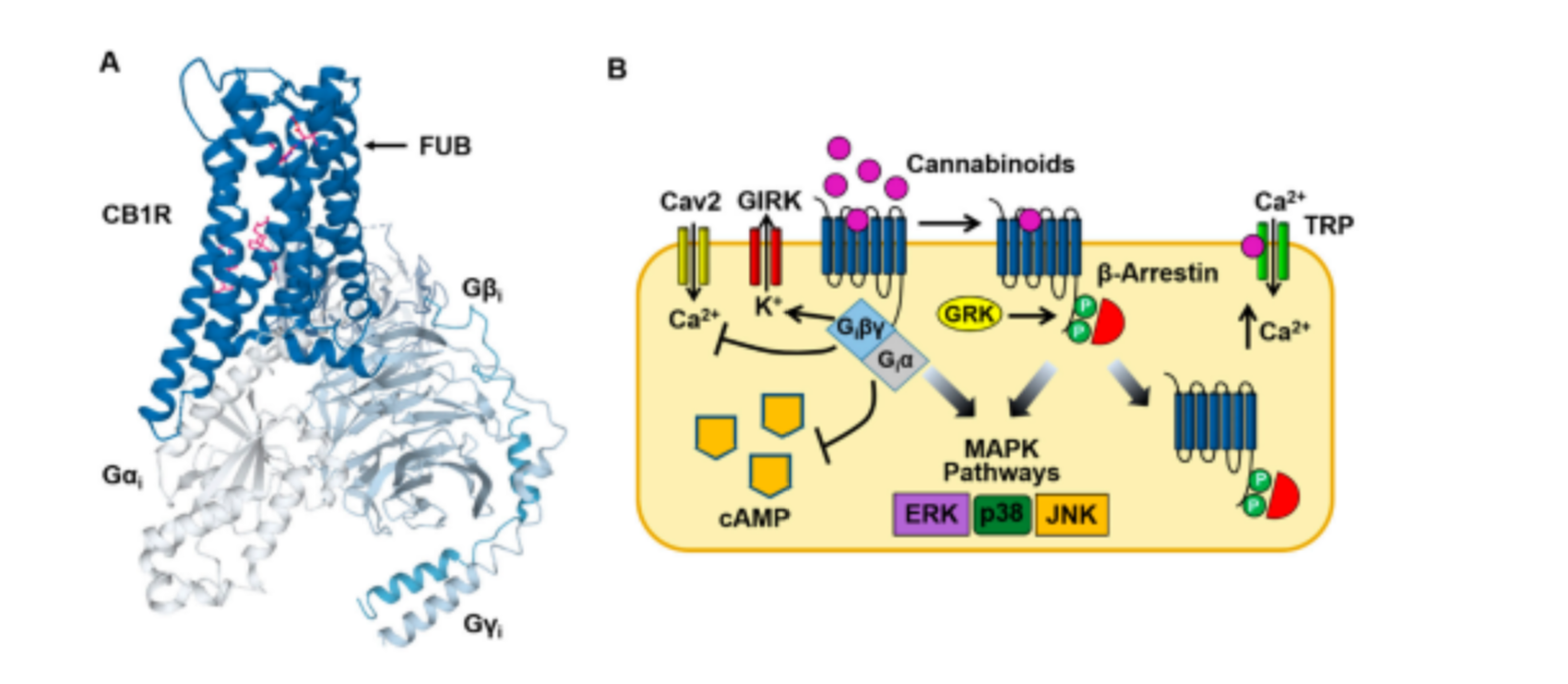
Сигнальний шлях CB1 канабіноїдного рецептора

Коноплі (Cannabis) — рід квіткових рослин родини Коноплеві (Cannabaceae), який складається з трьох основних видів: Cannabis sativa, Cannabis indica та Cannabis ruderalis. Термін «канабіс» часто використовується як синонім «марихуана», хоча останнє зазвичай відноситься до висушених квітів, листя та стебел рослини коноплі, які використовуються як у медичних, так і в рекреаційних цілях.
Канабіноїди — це різноманітний клас хімічних сполук, які природним чином виробляються рослиною коноплі. Було виявлено понад 100 різних канабіноїдів, кожен з яких демонструє унікальні властивості та вплив на організм людини. Ці сполуки взаємодіють з ендоканабіноїдною системою, складною клітинною сигнальною системою людини та інших тварин, яка відіграє важливу роль у багатьох фізіологічних процесах, включаючи модуляцію болю, настрій, апетит і сон.
Дельта-9-тетрагідроканабінол (ТГК) і канабідіол (КБД) є двома найбільш відомими та ретельно вивченими канабіноїдами.
ТГК головним чином відповідає за психоактивні ефекти канабісу. Окрім своїх психоактивних властивостей, ТГК продемонстрував потенційні терапевтичні переваги, включаючи знеболюючу, протизапальну та протиблювотну дію.
Канабідіол (КБД), з іншого боку, не є психоактивним і привернув значну увагу через його потенційне терапевтичне застосування. Доведено, що КБД має широкий спектр лікувальних властивостей, включаючи протизапальну й антиоксидантну, болезаспокійливу, протисудомну та заспокійливу дію.
Інші відомі канабіноїди включають каннабігерол (CBG), каннабінол (CBN) і каннабіхромен (CBC), які також були вивчені на предмет їхніх потенційних медичних переваг.

### Медичний канабіс порівняно з рекреаційним

Правовий статус володіння каннабісом для рекреаційного використання
----
Легальний
Нелегальний, але декриміналізований
Нелегальний, але не забороняється
Нелегальний

Правовий статус канабісу для медичного використання
----
Легальний за рецептом лікаря
Легальний для будь-якого вжитку
Нелегальний

Нідерландська порівняльна шкала потенційної шкоди психоактивних речовин (в рекреаційному контексті)

Основна відмінність між медичним і рекреаційним канабісом полягає в передбачуваній меті використання та складі конкретного продукту канабісу.
Медичний канабіс використовується для лікування різних захворювань, зосереджуючись на полегшенні симптомів і покращенні якості життя. Медичні продукти з канабісу часто складаються так, щоб містити певні співвідношення канабіноїдів, таких як КБД і ТГК: зі значною перевагою КБД і низьким вмістом чи відсутністю ТГК, щоб оптимізувати терапевтичні переваги при мінімізації побічних ефектів. У деяких юрисдикціях медичний канабіс доступний лише за рекомендацією лікаря або за рецептом, і на нього можуть поширюватися суворіші правила, ніж на рекреаційний канабіс.
З іншого боку, рекреаційний канабіс використовується переважно через його психоактивний ефект — для задоволення чи інших цілей. Рекреаційні продукти канабісу можуть містити більш високий рівень ТГК і нижчий рівень КБД, що призводить до сильнішого психоактивного досвіду. Доступність рекреаційного канабісу залежить від юрисдикції: деякі країни та штати легалізували його вживання дорослими, тоді як інші зберігають сувору політику заборони.

## Медичне використання

, медичний каннабіс, 5 грам.

Завдяки своїм лікувальним властивостям канабіс використовувався тисячоліттями, починаючи з часів стародавніх цивілізацій. Зі зростанням інтересу до альтернативної та інтегративної терапії на початку 21 століття, медичний канабіс привернув значну увагу через його потенційне терапевтичне застосування. Незважаючи на те, що використання канабісу в медичних цілях залишається суперечливим, було проведено широке дослідження, щоб вивчити його ефективність у лікуванні різноманітних захворювань.
Огляд 2021 року оцінив 72 систематичних оглядів і прийшов до висновку, що ефективність медичного канабісу у багатьох оглядах є недостатньою, хоча в невеликій кількості оглядів результати показали користь, зокрема, для зменшення болю і при деяких неврологічних патологіях, наведених нижче. Також достовірність оглядів є недостатьою: 1 огляд був оцінений як високоякісний, 36 оглядів були оцінені помірною якістю досліджень, й 35 оцінені низькою або критично низькою достовірністю чи якістю. Незначні побічні ефекти (наприклад, сонливість, запаморочення) були поширеними, про їхні випадки повідомлялося в більш ніж половині оглядів.
Систематичний огляд та мета-аналіз 2022 року, який проаналізував 152 клінічних рандомізованих досліджень, дійшов до висновку, що канабіноїди є ефективними терапевтичними засобами для кількох медичних показань, якщо враховувати їх специфічні фармакологічні властивості. І припустив, що майбутні систематичні дослідження в галузі канабіноїдів повинні базуватися на їхній специфічній фармакології. У результатах мета-аналізу та огляду зазначається, що значні терапевтичні ефекти медичних канабіноїдів демонструють велику варіабельність у ступені доказовості, яка залежить від типу канабіноїду. КБД має значний терапевтичний ефект при епілепсії та паркінсонізму. Існують помірні докази щодо дронабінолу для полегшення хронічного болю, покращення апетиту і полегшення симптоматики при синдромі Туретта, і помірні докази для препарату набіксимолс щодо зменшення хронічного болю, спастичності, покращення сну і зменшення проявів залежностей від наркотичних речовин (SUD). Інші значні терапевтичні ефекти мають низький, дуже низький або навіть відсутній рівень доказовості.
Основні активні сполуки канабісу, дельта-9-тетрагідроканабінол (ТГК) і канабідіол (КБД), взаємодіють з канабіноїдними рецепторами ендоканабіноїдною системою організму, яка відіграє вирішальну роль у різних фізіологічних процесах, включаючи суб'єктивне відчуття болю, запалення, регуляцію настрою та впливає на багато інших процесів, наприклад, посилює нейрогенез, впливає на відчуття голоду й пошук їжі. Ця взаємодія створює основу для потенційних терапевтичних ефектів медичного канабісу в лікуванні симптомів і покращенні якості життя пацієнтів, які страждають від різних захворювань.

### Посттравматичний стресовий розлад (ПТСР)
Огляд 2022 року, опублікований в Journal of Basic and Clinical Physiology and Pharmacology зазначає, що канабіноїди є ефективним варіантом лікування пацієнтів із посттравматичним стресовим розладом. Крім того, що вони допомагають полегшити симптоми та покращити тренування згасання страху, вони також відносно добре переносяться. Побічні ефекти включали запаморочення, забудькуватість, головокружіння та головні болі. Екстракти канабісу, тетрагідроканабінол (THC) і канабідіол (CBD), а також синтетичні канабіноїди використовувалися в дослідженнях для націлювання на канабіноїдні рецептори 1-го і 2-го типів. Показано, що канабіноїди покращують загальні симптоми посттравматичного стресового розладу, включаючи якість і кількість сну, підвищене збудження та стійкі до лікування кошмари.
Також, у ретроспективному натуралістичному дослідженні 2023 року 14 дорослих (32-68 років), стійких до лікування пацієнтів, з хронічним бойовим посттравматичним розладом, в яких залишалися серйозні симптоми, незважаючи на лікування багатьма лініями традиційного лікування, було показано, що загальна оцінка сну, суб'єктивна якість сну та тривалість сну значно покращилися (p <0,01) завдяки лікуванню медичним канабісом. Загальна оцінка симптомів посттравматичного стресового розладу та його субдоменів (настирливість, уникнення та настороженість) продемонстрували покращення (p <0,05). Проте не було відзначено покращення частоти кошмарів (p = 0,27). Середній термін спостереження становив 1,1 ± 0,8 року (діапазон від 0,5 до 3 років).

### Управління болем
Медичний канабіс широко вивчався на предмет його потенційного використання для лікування болю, численні дослідження продемонстрували його ефективність при різних типах болю, включаючи хронічний і невропатичний біль.

#### Хронічний біль
Хронічний біль, який визначається як біль, що триває більше 12 тижнів, може бути складним для лікування звичайними ліками. Кілька досліджень показали, що медичний канабіс може забезпечити значне полегшення для пацієнтів, які страждають від хронічного болю, включно з такими захворюваннями, як фіброміалгія, артрит і біль у спині. Знеболюючий ефект канабісу в основному пояснюється дією ТГК і КБД на ендоканабіноїдну систему, яка відіграє вирішальну роль у регуляції болю.

#### Нейропатичний біль
Нейропатичний біль виникає внаслідок пошкодження або дисфункції нервової системи, і його особливо важко подолати традиційними анальгетиками. Медичний канабіс показав перспективу в лікуванні невропатичного болю, спричиненого такими станами, як діабетична нейропатія, постгерпетична невралгія та травма спинного мозку. І ТГК, і КБД продемонстрували ефективність у зменшенні невропатичного болю, а деякі дослідження свідчать про синергічний ефект при їх комбінованому застосуванні.

### Епілепсія та судомні розлади
Медичний канабіс, зокрема КБД, привернув значну увагу через його потенційне використання в лікуванні епілепсії та судомних розладів. В останні роки кілька клінічних випробувань продемонстрували ефективність КБД у зниженні частоти та тяжкості нападів у пацієнтів із резистентною до лікування епілепсією, такою як синдром Драве та синдром Леннокса-Гасто. На підставі цих висновків FDA схвалила Epidiolex, очищений екстракт CBD, для лікування цих станів.

### Розсіяний склероз і спастичність
Розсіяний склероз (РС) є хронічним неврологічним розладом, який може викликати широкий спектр симптомів, включаючи спастичність м'язів. Медичний канабіс показав багатообіцяючу дію на спастичність у пацієнтів з РС, у кількох дослідженнях повідомлялося про покращення ригідності м'язів, болю та якості сну. Набіксімолс (Sativex), пероральний спрей, що містить комбінацію ТГК та КБД, був схвалений для лікування спастичності, пов'язаної з РС, у багатьох країнах. дослідженні 329 пацієнтів з розсіяним склерозом, які отримували до 28 мг/день ТГК протягом трьох років, виявило прийнятний профіль безпеки з низькою та помірною токсичністю та низькою частотою серйозних побічних ефектів.

### Нудота і блювання, пов'язані з хіміотерапією
Одне з перших визнаних медичних застосувань канабісу — це лікування нудоти та блювання, спричинених хіміотерапією (CINV). Ліки на основі ТГК, такі як дронабінол (Марінол) і набілон (Цезамет), були схвалені FDA для лікування з 1980-х років. Нещодавні дослідження досліджували використання канабісу з цілої рослини та КБД для лікування CINV, з багатообіцяючими результатами.

### Стимуляція апетиту
Відомо, що ТГК, зокрема, підвищує апетит і споживання їжі шляхом взаємодії з ендоканабіноїдною системою. Встановлено, що медичний канабіс стимулює апетит у пацієнтів із захворюваннями, які спричиняють втрату ваги та кахексію, такими як ВІЛ/СНІД та рак. Дронабінол був схвалений FDA для лікування анорексії, пов'язаної зі втратою ваги, у хворих на СНІД.

### Глаукома
Глаукома — це захворювання очей, що характеризується підвищенням внутрішньоочного тиску, що може призвести до втрати зору. Дослідження показали, що канабіс може допомогти знизити внутрішньоочний тиск у пацієнтів з глаукомою.

### Вагітність
Рекомендується припинити вживання канабісу під час вагітності. На мишах було показано, що анандамід модулює ймовірність імплантації ембріону до стінки матки. Наприклад, у людей ймовірність викидня зростає, якщо рівень анандаміду в матці занадто високий або низький. Ці результати свідчать про те, що прийом екзогенних канабіноїдів (наприклад, каннабісу) може зменшити ймовірність вагітності для жінок з високим рівнем анандаміду, і, навпаки, це може збільшити ймовірність вагітності у жінок, у яких рівень анандаміду був надто низьким під час імплантації ембріону.

### Деменція та хвороба Альцгеймера
Дослідження 2017 року, опубліковане в провідному медичному науковому журналі Nature Medicine, показало, що низька доза Δ9-тетрагідроканабінолу (ТГК) скасувала вікове зниження когнітивних здібностей мишей у віці 12 і 18 місяців. Цей поведінковий ефект супроводжувався посиленою експресією білків синаптичних маркерів і збільшенням щільності хребта гіпокампа. Лікування ТГК відновило шаблони транскрипції генів гіпокампа таким чином, що профілі експресії мишей, які отримували ТГК, у віці 12 місяців дуже нагадували профілі тварин, які не отримували ТГК, віком 2 місяці. Транскрипційні ефекти ТГК критично залежали від глутаматергічних рецепторів CB1 і ацетилювання гістонів, оскільки їх інгібування блокувало корисні ефекти ТГК. У висновку, дослідники зауважили, що відновлення сигналізації CB1 у людей похилого віку може бути ефективною стратегією лікування вікових когнітивних порушень.
За рік до того, в журналі npj Aging and Mechanisms of Disease, видавництва Nature Publishing Group, було опубліковане дослідження, що показало, що канабіноїди, такі як тетрагідроканабінол, стимулюють видалення інтранейронального бета-амілоїду (Aβ), накопичення якого є однією з основних причин хвороби Альцгеймера, та блокують запальну відповідь і проявляють нейропротекторну дію, тобто захищають нейрони мозку. У висновку дослідники зазначили, що загалом ці дані показали, що існує складна та ймовірна аутокаталітична запальна відповідь у нервових клітинах, спричинена накопиченням внутрішньоклітинного Aβ, і що ця рання форма протеотоксичності може бути заблокована активацією канабіноїдних рецепторів.
Дослідження 2021 року, опубліковане в Biology (Basel), зазначило, що у ході клінічних випробувань, описаних в дослідженні, після лікування канабіноїдами повідомлялося про позитивний вплив на кілька симптомів, пов'язаних із деменцією. І зазначило, що майбутні дослідження мають бути присвячені визначенню правильного терапевтичного дозування та часу лікування з точки зору використання канабіноїдів у терапії хвороби Альцгеймера. Дослідження дого ж року, опубліковане в The American Journal of Geriatric Psychiatry, проаналізувала доклінічні і ранні клінічні дослідження ефективності канабіноїдів в лікуванні ажитації при хворобі Альцгеймера, і зазначили, що їх результати свідчать про те, що канабіноїди можуть викликати анксіолітичну, антидепресивну та/або протизапальну дію; та що канабіноїди можуть зменшити надмірне збудження у пацієнтів, регулюючи нейромедіатори, покращуючи супутні захворювання, нормалізуючи відповідність циркадним ритмам, а також посилюючи мозковий кровообіг.
Також у 2021 році в журналі Molecules було опубліковане дослідження, яке вивчало роль канабіноїдів в стимуляції нейрогенезу дорослого мозку. У висновку дослідники зазначили, що поточні результати впливу канабіноїдів на нейрогенез є обнадійливими, і можна очікувати, що кількість доказів продовжить збільшуватися в майбутньому завдяки іншим експериментам. Зокрема, фітоканабіноїд КБД довів свою універсальність у потенційному лікуванні нейродегенеративних захворювань, таких як хвороба Альцгеймера, посилюючи нейрогенез на моделях, де він був протестований. Деякі інші синтетичні канабіноїди також показали свою ефективність у стимулюванні нейрогенезу в дорослому мозку. Дослідження, опубліковане в Scientific Reports, також підтвердило роль канабіноїдів в стимуляції нейрогенезу в дорослому мозку, хоч і зазначило, що механізми потребують подальшого вивчення.
Дослідження 2022 року, опубліковане в Journal of Medical Case Reports, зазначило, що терапія на основі мікродозування канабіноїдів є багатообіцяючою для лікування когнітивних розладів, психічних захворювань і деяких захворювань, які вважаються невиліковними, зокрема, хвороби Альцгеймера, хоча і потребує більше детального дослідження. Дослідження дого ж року, опубліковане в Phytomedicine, зазначило, що численні фітохімічні речовини, які містяться у Cannabis sativa, були попередньо означені в науковій літературі як такі, що можуть бути ефективні в лікуванні нейродегенеративних станів, прикладом яких є хвороба Альцгеймера. Зокрема, кілька фітоканабіноїдів, терпенів і окремих флавоноїдів продемонстрували нейропротекторну дію через різноманітні клітинні і молекулярні шляхи, включаючи, опосередковані каннабіноїдними рецепторами, антиоксидантну та пряму антиагрегаційну дію проти бета-амілоїду (Aβ). Дослідження прийшло до висновку, що перераховані в статті висновки надають переконливі докази ролі компонентів канабісу, окремо або в комбінації, як потенційних нейропротекторів, та як новий засіб лікування нейродегенеративних захворювань, але потрібні майбутні рандомізовані контрольовані клінічні дослідження, щоб обґрунтувати біоактивність фітоканабіноїдів і терпенів, та їхні ймовірні синергії, у профілактиці та лікуванні нейродегенеративних станів.

### Суперечливі цілі використання
У 2017 році в часописі Clinical Psychology Review (Volume 51, February 2017, стор. 15-29) опубліковане дослідження «Medical cannabis and mental health: A guided systematic review», яке зазначало, що канабіс може покращити стан людей з депресією і соціофобією. Але згодом виялилось виявилося, що був конфлікт інтересів, і автори отримували фінансування від канадських виробників марихуани, тому виникли приводи для сумнівів в їхній об'єктивності.

## Побічні ефекти
Незважаючи на те, що медичний канабіс продемонстрував терапевтичний потенціал для широкого спектру захворювань, важливо враховувати можливі побічні ефекти, пов'язані з його використанням. Медичний канабіс, зазвичай, містить низьку концентрацію ТГК (чи відсутню), та високу концентрацію КБД. Деякі побічні ефекти вказані для канабісу з високою концентрацією ТГК, що вказується в тексті.

### Короткострокові побічні ефекти

#### Часті
- Когнітивні порушення: різке вживання медичного канабісу може призвести до короткочасних порушень пам'яті, уваги та виконавчих функцій.
- Психомоторні порушення: медичний канабіс може уповільнити час реакції та порушити координацію рухів.
- Тахікардія: вживання медичного канабісу може призвести до збільшення частоти серцевих скорочень.
- Сухість у роті: також відома як ксеростомія, сухість у роті є поширеним побічним ефектом використання медичного канабісу.
- Почервоніння очей: гіперемія кон'юнктиви або почервоніння очей є добре відомим побічним ефектом вживання канабісу.
- Запаморочення: деякі пацієнти можуть відчувати запаморочення або запаморочення після використання медичного канабісу.

#### Рідкісні
- Шлунково-кишкові симптоми: медичний канабіс може спричинити шлунково-кишкові побічні ефекти, такі як нудота, блювота, діарея або запор, залежно від людини та способу введення.
- Занепокоєння та параноя: у деяких випадках медичний канабіс може викликати або загострювати відчуття тривоги, параної або панічних атак, особливо у пацієнтів з анамнезом тривожних розладів або при вживанні сортів з високим вмістом ТГК.

### Довгострокові побічні ефекти

#### Часті
- Респіраторні проблеми: Пацієнти, які курять марихуану, можуть мати ризик респіраторних проблем, включаючи хронічний бронхіт, подразнення легенів і підвищений ризик респіраторних інфекцій.
- Розлад, пов'язаний із вживанням канабісу: тривале вживання канабісу з високим вмістом ТГК в медичних цілях може призвести до розвитку розладу вживання канабісу, що характеризується потягом, симптомами відміни та нездатністю контролювати або зменшити вживання канабісу.
- Психічне здоров'я: Хронічне вживання канабісу пов'язують із підвищеним ризиком психічних розладів, включаючи депресію, тривогу та психоз, особливо у пацієнтів з проблемами психічного здоров'я в анамнезі або схильністю до таких розладів.

#### Рідкісні
- Серцево-судинні ризики: тривале вживання канабісу може бути пов'язане з підвищеними серцево-судинними ризиками, включаючи інфаркт міокарда, інсульт і серцеву недостатність, особливо у тих, хто вже має серцево-судинні захворювання.
- Зниження когнітивних функцій: тривале вживання канабісу може призвести до когнітивних порушень, що впливають на пам'ять, увагу та виконавчу функцію.
- Імунна система. Є обмежені дані, які свідчать про те, що тривале вживання канабісу може пригнічувати імунну систему, потенційно підвищуючи сприйнятливість до інфекційних хвороб.

### Уразливі верстви населення
Певні групи населення можуть бути більш сприйнятливими до побічних ефектів медичного канабісу, зокрема:
- Підлітки: мозок, що активно розвивається більш вразливий до впливу канабісу, і вживання в підлітковому віці може бути пов'язане з тривалими когнітивними порушеннями, підвищеним ризиком розладів, пов'язаних із вживанням психоактивних речовин, і більшою ймовірністю розвитку проблем з психічним здоров'ям.
- Вагітні та жінки, які годують грудьми: вживання канабісу під час вагітності було пов'язане з несприятливими результатами пологів, такими як низька вага при народженні та передчасні пологи. Крім того, ТГК може передаватися немовляті через грудне молоко, потенційно впливаючи на розвиток немовляти.
- Пацієнти похилого віку: люди похилого віку можуть бути більш чутливими до побічних ефектів медичного канабісу, таких як запаморочення, когнітивні порушення та психомоторні порушення, що може підвищити ризик падінь та інших нещасних випадків.

Для препаратів з вмістом ТГК:
- Пацієнти з уже наявними психічними захворюваннями: особи з психічними розладами в анамнезі, такими як тривога, депресія або психоз, можуть бути більш сприйнятливими до загострення симптомів або розвитку нових психічних симптомів після вживання канабісу.
- Особи з сімейною історією психічних розладів: Пацієнти з сімейною історією психічних розладів можуть мати генетичну схильність до розвитку проблем із психічним здоров'ям, і вживання канабісу може збільшити цей ризик. Підсумовуючи, хоча медичний канабіс продемонстрував терапевтичний потенціал для різних захворювань, важливо враховувати можливі короткострокові та довгострокові побічні ефекти, пов'язані з його використанням. Пацієнти та медичні працівники повинні ретельно зважувати переваги та ризики медичного канабісу, беручи до уваги індивідуальні особливості пацієнта, потенційну взаємодію з іншими ліками та найбільш прийнятний спосіб введення.

## Медичний канабіс в Україні
10 червня 2022 року у Верховній Раді України зареєстрували проєкт закону № 7457 Кабінету Міністрів про регулювання обігу рослин роду коноплі (Cannabis) в медичних, промислових цілях, науковій та науково-технічній діяльності для створення умов щодо розширення доступу пацієнтів до необхідного лікування онкологічних захворювань та посттравматичних стресових розладів, отриманих внаслідок війни, який передбачає встановлення жорсткого контролю над вирощуванням, виробництвом та реалізацією цих препаратів.
07 липня 2023 року МОЗ України підтримало легалізацію ліків на основі медичного канабісу, за яку виступив президент України Володимир Зеленський.
12 липня 2023 року РНБО України закликала Верховну Раду України ухвалити закон про медичний канабіс.
13 липня 2023 року український парламент у першому читанні ухвалив законопроєкт про легалізацію медичного канабісу.
Постійний представник Президента України в автономній республіці Крим Таміла Ташева заявила, що у деяких районах Криму після деокупації можуть почати вирощувати медичний канабіс у разі його легалізації.
Разом з тим в Україні діячі суспільних організацій, так і деякі медичні фахівці оголошують про певні сумніви у необхідності такого впровадження медичного канабісу Так організація «Всі разом», яка бореться з наркоманією в Україні, вважає, що «… добиваються законодавчого дозволу на вирощування саме наркотичної коноплі — з якої потім роблять марихуану та інші препарати психоактивної дії. Тобто йдеться про намагання добитися законного дозволу на культивацію рослин із високим вмістом ТГК і КБД».
22 листопада 2023 року, Верховна Рада України заблокувала законопроєкт про легалізацію медичного канабісу через велику кількість поправок від народних депутатів. Загалом до законопроєкту було внесено 882 поправки, які аналізували протягом трьох місяців. Водночас, 226 з цих поправок внесли депутати від партії «Батьківщина», аби «виснажити залу і позбавити закон голосів».
Наприкінці грудня 2023 року, народні депутати з фракції «Батьківщина» зареєстрували в парламенті проєкт постанови про скасування рішення Верховної Ради України про прийняття у другому читанні та в цілому проєкту закону про легалізацію медичного канабісу (№ 7457).
16 лютого 2024 року Закон про легалізацію медичного канабісу набув чинності. Закон України № 3528-IX буде введений в дію через шість місяців після набуття чинності, тобто 16 серпня 2024.
16 серпня 2024 року було введено в дію закон, який врегульовує обіг рослин роду коноплі в медичних і промислових цілях, науковій та науково-технічній діяльності.

## Особливості призначення медичного канабісу по країнах, де є дозволи на його використання

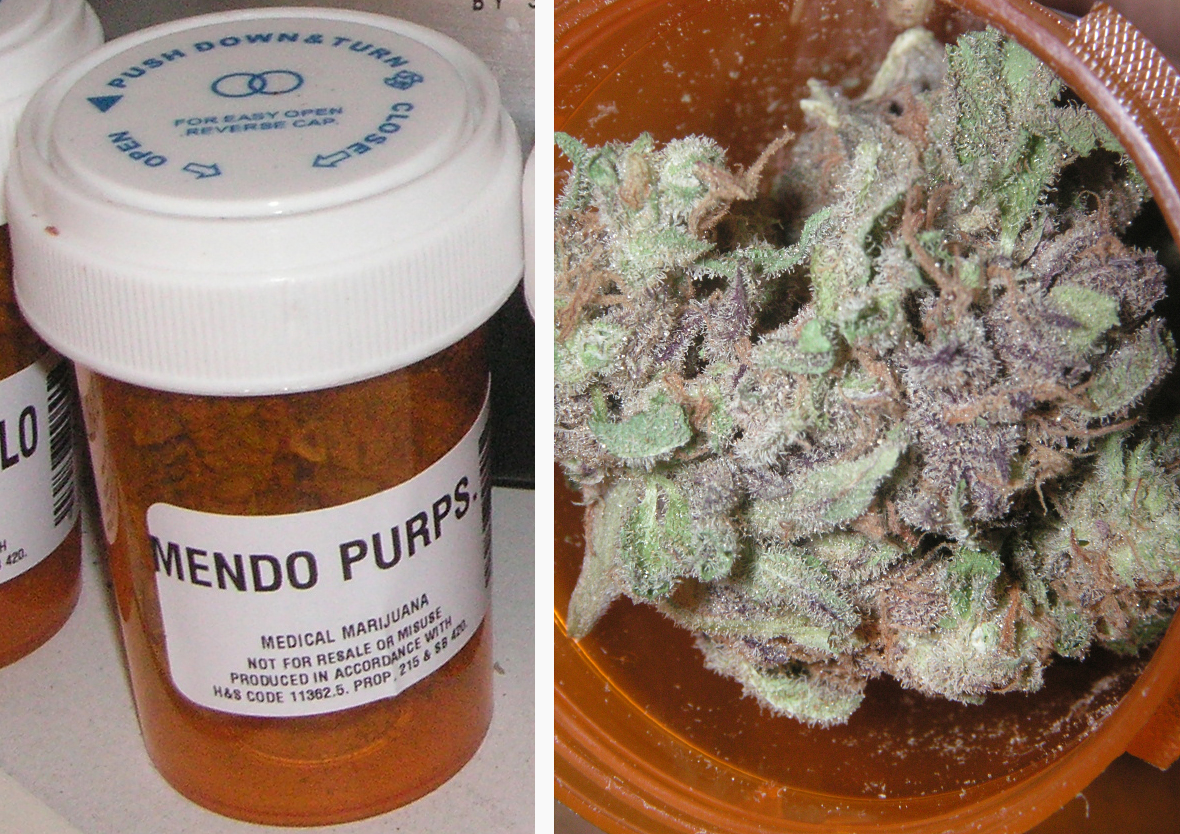
Медичний каннабіс

### Австралія
Незважаючи на певні нормативні відмінності між федеральними землями країни щодо імпорту продуктів і кваліфікації, необхідної для виписування рецепта, медичний канабіс може бути призначений після отримання дозволу від Адміністрації терапевтичних товарів через спеціальну схему доступу для окремого пацієнта або через схему авторизованого лікаря для групи пацієнтів з однаковим станом. Продукти промислового походження звільнені від цих схем, оскільки дозвіл на продаж уже надано (Sativex® та Epidiolex®).
Крім Sativex® і Epidiolex®, показаних для лікування спастичності при розсіяному склерозі та педіатричній епілепсії, також можуть бути призначені продукти на основі трави конопель. Найбільш поширеними станами є спастичність при розсіяному склерозі, нудота або блювання, спричинені протипухлинною хіміотерапією, біль або тривога у пацієнтів із термінальними захворюваннями та рефрактерна дитяча епілепсія. Лікар у будь-якому випадку може виписати рецепт при патологіях, відмінних від зазначених.
Аптекам дозволено відпускати медичні продукти на основі канабісу. Вартість терапії не субсидується державою. Доступні різні продукти промислового походження, такі як Epidiolex® і Sativex®, й імпорт продуктів, отриманих з канабісу, як правило, дозволений. Проте ввезення рослинної сировини або частин рослини заборонено. Продукти з концентрацією ТГК понад 0,2 % можна призначати лише тоді, коли немає альтернативної терапії, а пацієнт досяг необоротної або термінальної стадії захворювання. Відповідальність за рецепт несе лікар, який виписав ліки. Ліки можна приймати перорально або шляхом інгаляцій.
Вартість лікування, як правило, висока і повністю за рахунок пацієнта. Видача може відбутися в аптеці, де канабіс не може оброблятися.

### Данія
Усі лікарі мають право призначати продукти на основі канабісу в рамках 4-річного пілотного проєкту, запущеного в січні 2018 року. У рамках цього проєкту лікар може призначати ліки, які не схвалені для поширення чи продажу в Данії. Однак він повинен нести повну відповідальність за продукти, які призначає, і повинен визначити правильне дозування для кожного пацієнта. Лікарі можуть звертатися до інструкцій, викладених Данським агентством з лікарських засобів. Імпортовані рослинні продукти, доступні для рецептурного призначення, можуть відрізнятися за вмістом, але вони повинні відповідати суворим стандартам і правилам, які регулюють вирощування видів рослин, а також виробництво та стандартизацію продуктів на основі канабісу.
Трав'яний канабіс доступний лише за рецептом в аптеках, які також можуть готувати магістральні препарати.
Відносно промислових продуктів, неврологи можуть призначати Sativex® для лікування спастичності при розсіяному склерозі. Загалом, лікарі можуть призначати імпортні ліки, отримані з канабісу, які не були схвалені для продажу в Данії, такі як Marinol® і Cesamet®, з міркувань співчуття, але лише якщо запит схвалено Данським агентством з лікарських засобів. Загалом воно вказує, що медичний канабіс можна розглядати як терапію лише для таких станів: хвороблива спастичність при розсіяному склерозі, хвороблива спастичність, спричинена пошкодженням спинного мозку, нудота, спричинена хіміотерапією, і невропатичний біль. Проте в рамках пілотного проєкту канабіс можна призначати будь-якому пацієнту навіть поза рекомендаціями. Застосування каннабісу не рекомендується пацієнтам молодше 18 років.
Ціни на запропоновану продукцію в рамках пілотного проєкту виробники встановлюють вільно. Отримати відшкодування можливо з 01.01.2019. Пацієнти на термінальних стадіях захворювання отримують повну компенсацію, а пацієнти з іншими захворюваннями отримують 50 % відшкодування, що не перевищує 10 000 данських крон на рік. Компенсація автоматично списується під час покупки в аптеці. Для рецептів, які не є частиною пілотного проєкту, лікар може вимагати відшкодування для окремого пацієнта від Данського агентства з лікарських засобів. Воно розгляне запит щодо тих пацієнтів із патологіями, у яких лікування на основі коноплі видається ефективним, а також щодо тих, у кого всі інші методи лікування схваленими ліками були використані без ефекту.

### Ізраїль
Пацієнти, які мають рецепт, можуть скористатися ліцензованою аптекою, щоб отримати медичний канабіс. Існує перелік станів, при яких можна його використовувати, але лікар також має право призначити його при інших патологіях: у будь-якому випадку його можна використовувати лише тоді, коли інші методи лікування виявилися неефективними. Список включає невропатичний біль, серйозну кахексію у хворих на СНІД, спастичність від розсіяного склерозу, біль, пов'язаний з хворобою Паркінсона, синдромом Туретта, лікуванням метастатичного раку або симптомів, спричинених хіміотерапією, запальними кишковими захворюваннями та посттравматичними стресовими розладами.
Загалом доступними продуктами є суцвіття коноплі, Sativex® та Epidiolex®. Кількість пацієнтів, яка вживає медичний канабіс серед населення Ізраїлю є однією з найвищих у світі (на лютий 2022 року близько 100 000 ізраїльтян — приблизно 1 % населення — мали право споживати медичний канабіс).
Sativex® рекомендується при спастичності внаслідок розсіяного склерозу, який не реагує на інші методи лікування, або як додаткова знеболююча терапія у дорослих пацієнтів із пізньою стадією раку з помірним або сильним болем, незважаючи на те, що вони приймають найвищу переносиму дозу опіоїдів. Епідіолекс® використовується для лікування судом при синдромі Драве та синдромі Леннокса—Гасто.
Відносно рослинного канабісу, державна програма виробляє та розповсюджує цей продукт. Медичний канабіс поставляється у двох формах: у вигляді масляного екстракту для перорального введення або під'язикового осадження та у вигляді суцвіть, які можна палити або вдихати за допомогою випарників. Деякі приватні та державні схеми медичного страхування частково компенсують вартість цієї терапії.

### Канада
Ситуація в цій країні зовсім інша, медичний канабіс (за винятком дозволених промислових продуктів) не вважається ліками, тому в аптеках не відпускається. Лікарі або медсестри можуть призначати його окремим пацієнтам. Потім пацієнт може придбати його у ліцензованого постачальника; вирощувати кількість, достатню для особистого використання на місці проживання після реєстрації в МОЗ. Вирощувач може вирощувати лише для двох людей. Можна придбати канабіс у роздрібного продавця, який має ліцензію на рівні провінції чи області. Пацієнту дозволяється готувати продукти на основі канабісу, але забороняється використовувати органічні розчинники, такі як бутан, бензол, метилхлорид або хлоровані вуглеводні.
Sativex® доступний для продажу. Він показаний для лікування спастичності при розсіяному склерозі. Інші рекомендовані способи застосування включають додаткове знеболювання нейропатичного болю у дорослих пацієнтів із розсіяним склерозом і додаткове знеболювання пацієнтів із пізньою стадією раку, які відчувають помірний або сильний біль, коли вже проходять паліативну допомогу з найвищими допустимими дозами опіоїдів. Набілон схвалений для лікування серйозної нудоти та блювання, пов'язаного з хіміотерапією, тоді як дронабінол схвалений для лікування анорексії, пов'язаної зі СНІДом, а також серйозної нудоти та блювання, пов'язаних з хіміотерапією. Проте дронабінол був вилучений з канадського ринку виробником у лютому 2012 року, але не через ризик для здоров'я.
Схвалені промислові продукти можуть бути відшкодовані медичними страховими компаніями, а всі інші не підлягають відшкодуванню.

### Німеччина
Лікарі можуть призначати медичний канабіс, використовуючи спеціальний бланк рецепта на «наркотики». Рецепт може бути призначений для будь-якого захворювання, яке не має стандартного лікування, або стандартне лікування не може бути використано через реакції або на основі конкретного стану пацієнта. Серед доступних промислових продуктів Sativex®, який показаний для лікування спастичності при рефрактерному розсіяному склерозі. Крім того, дронабінол можна призначати без особливих обмежень щодо показань. Набілон схвалений для лікування нудоти та блювання, пов'язаних із хіміотерапією та некорегуємих традиційною терапією. Epidiolex® і багато видів суцвіть конопель також можуть бути призначені. Магістеральні препарати можуть бути призначені, а в аптеках можуть відпускатися екстракти коноплі та суцвіть.
У минулому коноплі також теоретично могли вирощувати вдома приватні особи, якщо звичайні методи лікування були неефективними, не було інших альтернативних методів лікування та/або щоб зменшити вартість лікування. Насправді ця можливість ніколи не застосовувалася. Проте з 2019 року уряд запровадив систему перевірок виробництва та постачання канабісу.
Пацієнти можуть вимагати відшкодування від медичних страхових компаній. З цією метою лікар, який виписує рецепт, має завдання засвідчити тяжкість захворювання, що стандартні методи лікування були неефективними або не можуть бути використані через специфічний стан пацієнта, або що існує достатня ймовірність того, що медичний канабіс буде ефективним для цього випадку.

### Сполучене Королівство
У Сполученому Королівстві медичний канабіс зазвичай призначають дорослим і дітям з рідкісними та серйозними формами епілепсії, дорослим, які страждають від нудоти або блювання внаслідок хіміотерапії, і дорослим із м'язовими спазмами через розсіяний склероз. Ця терапія розглядається лише у випадках, коли немає альтернативного лікування або інші методи лікування виявилися неефективними. Доступні продукти: Epidiolex®, призначений пацієнтам із синдромом Леннокса—Гасто або синдромом Драве; набілон, який дозволений при нудоті та блювоанні, пов'язаних з хіміотерапією; дронабінол також доступний, але він не має торгового посвідчення; і Sativex®, який призначають для м'язових спазмів при розсіяному склерозі, який не реагує на інші методи лікування (хоча не рекомендується його використовувати, оскільки він не є економічно ефективним).
Медичну терапію каннабісом не можна отримати у лікаря загальної практики, її повинен призначити спеціаліст лікарні, зареєстрований у Генеральній медичній раді. Лікар може збирати дані про побічні реакції, про які також може повідомляти безпосередньо пацієнт за допомогою системи жовтої картки

### Сполучені Штати Америки

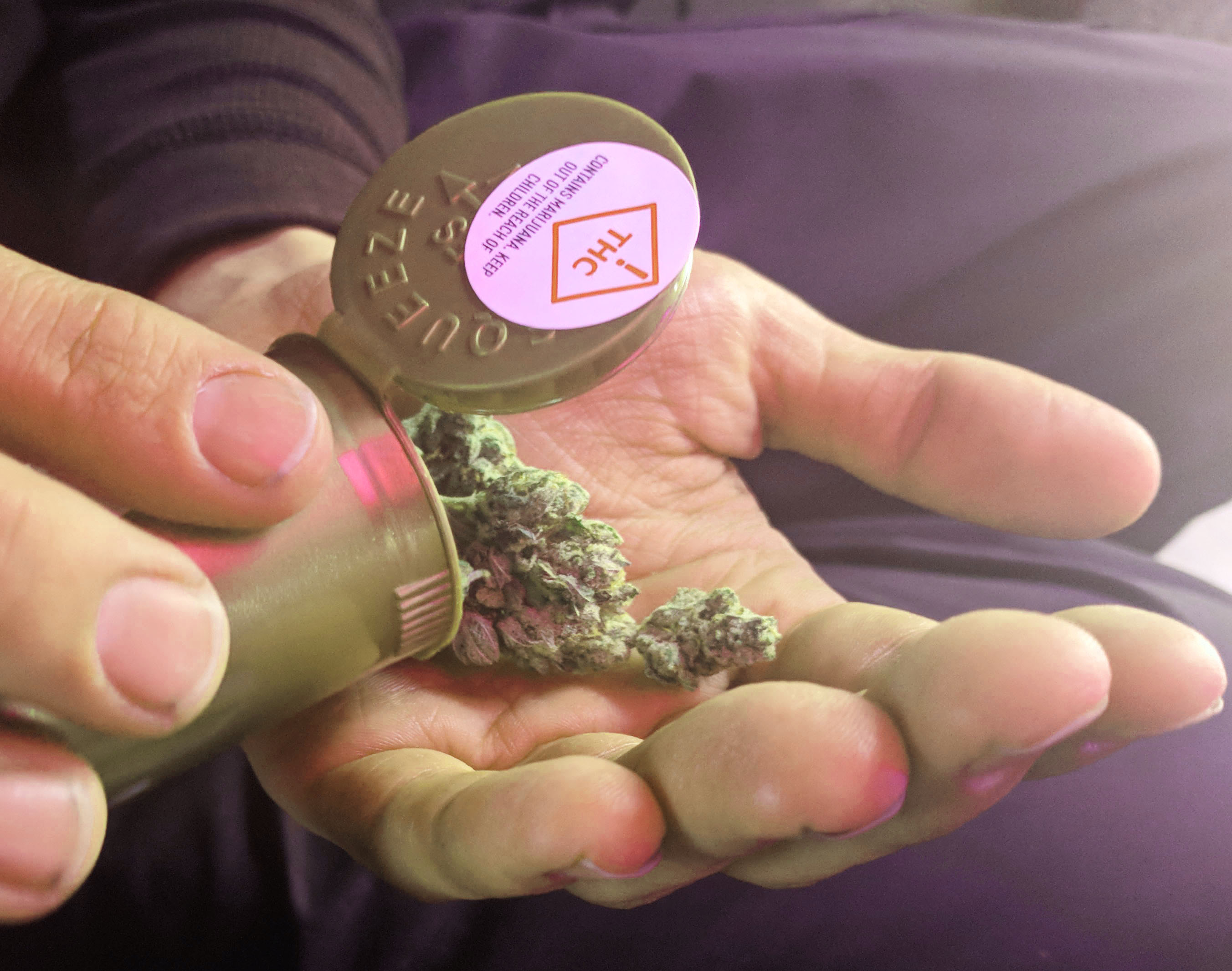
Відвідувач аптеки відкриває баночку з канабісом. Легальний продукт з марихуаною в Денвері, штат Колорадо.

Існують значні законодавчі відмінності між штатами щодо канабісу в Сполучених Штатах. У деяких штатах чинне законодавство є надзвичайно обмежувальним, в інших значно менш обмежувальним. Таким чином, закони конкретного штату можуть бути не повністю узгоджені з федеральними законами.
Що стосується промислових продуктів, FDA схвалив призначення дронабінолу та набілону для лікування нудоти та блювання, спричинених хіміотерапією. Дронабінол також можна використовувати для лікування зниження апетиту та втрати ваги у пацієнтів із ВІЛ-інфекцією. Епідіолекс® можна призначати для лікування епілептичних розладів, синдрому Леннокса—Гасто та синдрому Драве.
Що стосується рослинного канабісу, лише 36 штатів легалізували або декриміналізували його використання. Загалом, у тих штатах, які дозволили використання канабісу в медичних цілях, існують обмеження на його призначення. Таким чином, залежно від місцевих законів канабіс можна призначати при болях, тривожності, епілепсії, глаукомі, апетиті та втраті ваги, пов'язаних зі СНІДом, запальних кишкових розладах, синдромі подразненого кишечника, рухових порушеннях через синдром Туретта або розсіяному склерозі, нудоті та блюванні, спричинених хіміотерапією, розладами сну, посттравматичними стресовими розладами. У деяких штатах на розсуд лікаря, який призначає ліки, допускається додавання патологій, відмінних від прямо зазначених.
Як правило, лікарям не потрібна спеціальна підготовка, щоб призначати канабіс, але в багатьох штатах перед цим необхідно зареєструватися. В інших штатах лікарі повинні пройти короткий курс навчання, щоб мати можливість зареєструватися. У деяких штатах достатньо, щоб лікар усно порадив приймати медичний канабіс, або його використання може рекомендувати медичний працівник, який не є лікарем. З іншого боку, у деяких штатах необхідно, щоб два лікарі підтвердили необхідність лікування пацієнта на основі канабісу. Залежно від штату, коноплі можуть надаватися пацієнтам у ліцензованих диспансерах, або вони можуть вирощуватися вдома самим пацієнтом або опікуном. У деяких штатах куріння медичного канабісу заборонено. Подібним чином навіть їстівні форми заборонені в деяких штатах. Як правило, введення здійснюється перорально або за допомогою випарника.
Пацієнтів зазвичай реєструють, щоб зберігання та використання медичного канабісу не переслідувалося.

### Швейцарія
Призначення та використання магістральних препаратів на основі канабісу дозволено при спастичності (розсіяному склерозі), хронічному болю, втраті апетиту при СНІДі та нудоті, болю та втраті апетиту при раку.
Магістральні препарати готують в аптеці. Лікарі можуть призначати ліки на основі канабісу лише після отримання дозволу від Федерального управління системи громадського здоров'я. Окрім суцвіть, можна використовувати дронабінол та Епідіолекс®. Sativex® також дозволений для використання та доступний для лікування спастичності при розсіяному склерозі.
Вартість терапії компенсується не систематично, а в кожному конкретному випадку.

## Позиція провідних медичних асоціацій
Медичні організації, які зробили заяви на підтримку дозволу доступу до медичного канабісу, включають «Американську асоціацію медсестер», «Американську асоціацію громадського здоров'я», «Американську асоціацію студентів-медиків», «Національне товариство розсіяного склерозу», «Фундація епілепсії» та «Товариство лейкемії та лімфоми».
Серед організацій, які виступають проти легалізації медичного канабісу, є «Американська академія педіатрії» та «Американська психіатрична асоціація».
«Американська медична асоціація» та «Американський коледж лікарів» не займають позиції щодо легалізації медичного канабісу, але закликають до перегляду класифікації Списку I, тобто сильнодіючих препаратів. «Американська академія сімейних лікарів» і «Американське товариство медицини залежностей» також не займають позиції, але підтримують перегляд, щоб полегшити дослідження. «Американська кардіологічна асоціація» стверджує, що «багато з негативних наслідків канабісу для здоров'я включають серцево-судинні захворювання», але вона підтримує перенесення, щоб дозволити «більш детальне… законодавство та регулювання марихуани» та «відображати існуючу науку, що стоїть за канабісом». «Американське товариство вивчення раку» та «Американська асоціація психологів» відзначили перешкоди, які існують для проведення досліджень канабісу, і закликали федеральний уряд покращити наукові дослідження цього препарату.
«Британська організація дослідження раку» стверджує, що, незважаючи на те, що канабіс вивчається на терапевтичний потенціал, «заяви про те, що канабіс або канабіноїди можуть вилікувати рак, вводять в оману пацієнтів та їхні родини та створюють хибну картину прогресу в цій галузі».

### Книги
- Colin Martin, Vinood B Patel, Victor Preedy (Червень 2023) Cannabis Use, Neurobiology, Psychology, and Treatment. Elsevier Academic Press. 2023. ISBN 0-323-89862-9.
- Agrawal, Dinesh Chandra; Kumar, Rajiv; Dhanasekaran, Muralikrishnan (2022). Cannabis/marijuana for healthcare. Springer, Singapore. ISBN 978-981-16-8822-5.
- Melis, Miriam; Manzoni, Olivier (2022). Cannabis and the developing brain. London, United Kingdom. ISBN 978-0-12-823641-3.
- Liebmann-Smith, Joan (2021). Medical marijuana: Dr. Kogan's evidence-based guide to the health benefits of cannabis and CBD. New York. ISBN 978-0-593-19023-4.
- Finn, Kenneth (2020). Cannabis in medicine: an evidence-based approach. Springer, Cham, Switzerland. ISBN 978-3-030-45968-0.
- Murillo-Rodriguez, Eric (2017). The endocannabinoid system: genetics, biochemistry, brain disorders, and therapy. London: Academic Press, Elsevier. ISBN 978-0-12-809667-3.

### Журнали
- F. Baratta, I. Pignata, Ravetto Enri, P. Brusa Cannabis for Medical Use: Analysis of Recent Clinical Trials in View of Current Legislation. Front. Pharmacol., 25 May 2022. Sec. Ethnopharmacology. Volume 13 — 2022  (англ.)
- Cannabis and Cannabinoid Research
- Journal of Cannabis Research

### Статті
- Khalsa Jag H.; Bunt Gregory; Blum Kenneth та ін. (1 грудня 2022). Review: Cannabinoids as Medicinals. Current Addiction Reports (англ.) 9 (4). с. 630–646. doi:10.1007/s40429-022-00438-3.
- Bilbao Ainhoa; Spanagel Rainer (19 серпня 2022). Medical cannabinoids: a pharmacology-based systematic review and meta-analysis for all relevant medical indications. BMC Medicine 20 (1). с. 259. doi:10.1186/s12916-022-02459-1.
- Whiting Penny F.; Wolff Robert F.; Deshpande Sohan та ін. (2015). Cannabinoids for Medical Use: A Systematic Review and Meta-analysis. JAMA 313 (24). с. 2456–2473. doi: 10.1001/jama.2015.6358.
- Hussain Tajammul; Jeena Ganga; Pitakbut Thanet та ін. (2021). Cannabis sativa research trends, challenges, and new-age perspectives. iScience 24 (12). с. 103391. doi:10.1016/j.isci.2021.103391.